# Petr Baxant

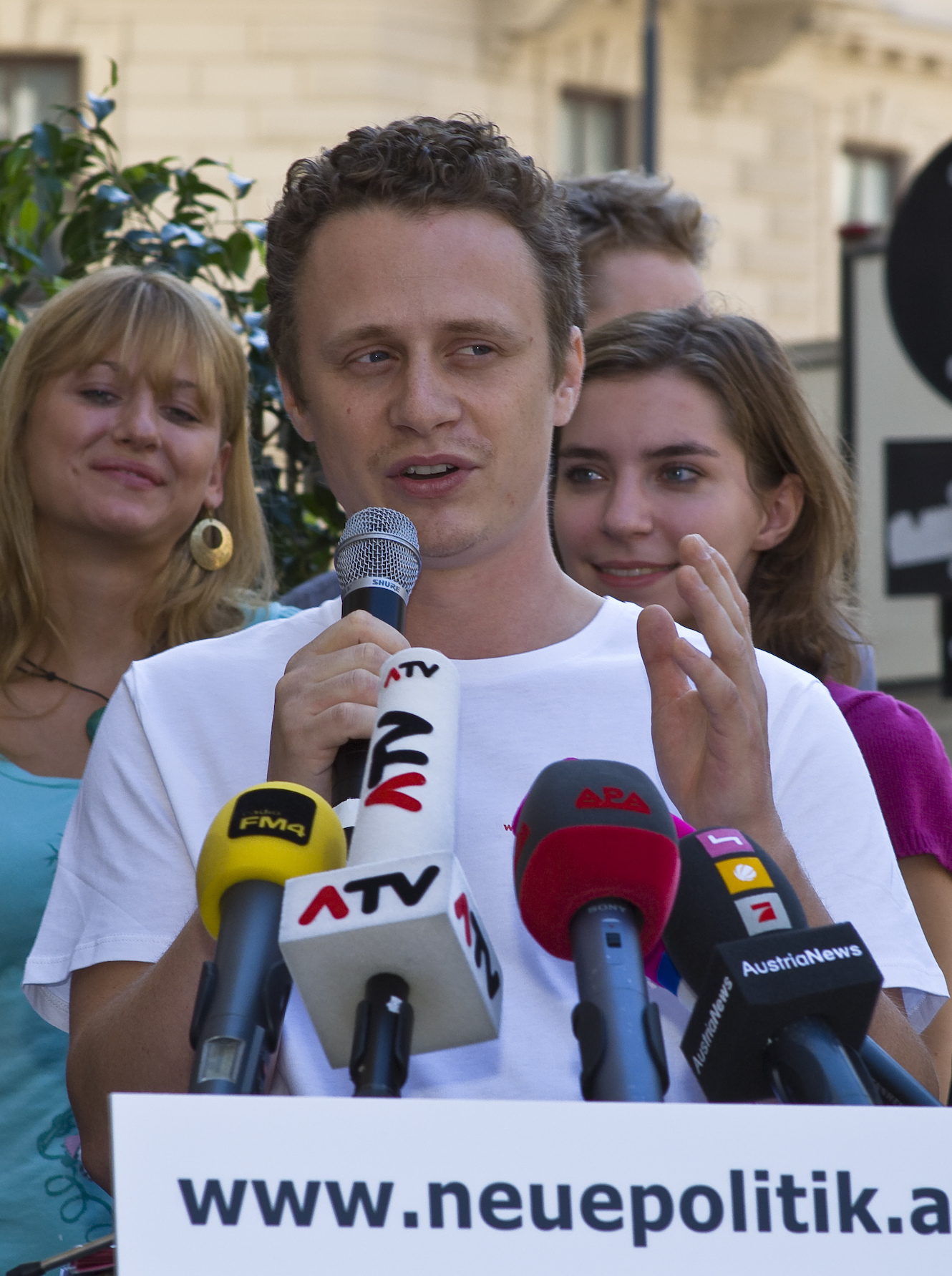
Petr Baxant (2008)

Petr „Peko“ Baxant (* 3. Februar 1977 in Karlsbad, Tschechoslowakei) ist ein österreichischer Politiker (SPÖ), Vorsitzender der SPÖ-Mariahilf, Abgeordneter zum Wiener Landtag und Mitglied des Wiener Gemeinderats, Vize-Präsident des Wiener Basketballverbandes, Hüttenwart der Naturfreundehütte auf der Henaralm.

## Schulische und berufliche Laufbahn
Petr „Peko“ Baxant besuchte nach der Emigration aus der Tschechoslowakei 1984 die Volksschule des Schulvereins Komensky (1984–1986), die Volksschule am Herderplatz (Wien-Simmering) und danach das Bundesrealgymnasium Klosterneuburg, das er 1996 mit der Matura abschloss. Nach der Ableistung des Zivildienstes als Notfallsanitäter beim Roten Kreuz Klosterneuburg 1997/98 engagierte er sich noch 2 weitere Jahre als ehrenamtlicher Notfallsanitäter, währenddessen absolvierte Baxant zwischen 1998 und 2000 das Kolleg für Multimedia und schloss mit dem Diplomprojekt Tape.at (virtuelles Label für elektronische Musik) ab. 2000 bis 2001 besuchte er den Lehrgang für Computermusik und elektronische Medien am Elektroakustischen Institut der Universität für Musik und darstellende Kunst Wien. Seit dem Jahr 2000 studierte Baxant Politikwissenschaft an der Universität Wien, das Bachelorstudium schloss er 2011 ab.
Baxant war Mitbegründer, Bandleader und Sänger von Plain Steel, komponierte Songs und absolvierte Konzerte in Österreich, Tschechien und Deutschland. Später wurde die Band auf „Podvodou“ umbenannt.
Nach seinem Schulabschluss 1996 war Baxant neben seiner weiteren Ausbildung zwischen 1997 und 2001 als freier Sounddesigner, Komponist sowie Kamera- und Lichtassistent in der Werbe- und Filmbranche tätig. Er engagierte sich bei Greenpeace Deutschland und gründete im Rahmen von attac austria die AG EUattac. Weiters engagiert sich Baxant seit 2000 zivilgesellschaftlich in der Initiative IG-Eurovision. Von 2006 bis 2008 war er Geschäftsführer der SPÖ-Mariahilf. Von März 2004 bis April 2011 war er Jugendkoordinator der SPÖ-Wien. Von 2012 bis 2016 Geschäftsführer des Sozialdemokratischen Wirtschaftsverbandes Wien.

## Politische Laufbahn
Petr „Peko“ Baxant engagierte sich ab 2001 im Vorstand der Sozialistischen Jugend in Rudolfsheim-Fünfhaus, wobei er zeitweise auch die Funktion des stellvertretenden Vorsitzenden innehatte. Seit 2006 ist er in der SPÖ-Mariahilf aktiv, deren Bezirksparteivorsitzender er seit 2013 ist. Am 18. November 2005 wurde er als Abgeordneter der SPÖ im Wiener Landtag angelobt und wurde damit auch Mitglied des Wiener Gemeinderats. Baxant ist Mitglied im Bund Sozialistischer Freiheitskämpfer, bei den Naturfreunden Steiermark sowie Mitglied der Arbeitsgemeinschaft Christentum und Sozialdemokratie (ACUS). Er ist Teilnehmer der jährlichen Gedenkmesse für die selige Hildegard Burjan, eine Initiative von EU-Abgeordneten Lukas Mandl (ÖVP). Gemeinsam mit Lukas Mandl engagiert sich Baxant in der überparteilichen „Initiative für Qualität in der Politik“, um eine gute Kultur des Miteinander regelmäßig zu pflegen. Baxant ist Mitglied in der Österreichisch-Kosovarischen Freundschaftsgesellschaft.
Baxant engagiert sich seit 2000 vor allem für demokratiepolitische Innovationen in der Europäischen Union, in Österreich, Stadt Wien und innerhalb der SPÖ. Baxant tritt für die „Komplementäre Demokratie“ sowie für ein bedingungsloses Grundeinkommen ein.
Baxant war 2010 als Jugendwahlkampfleiter der SPÖ-Wien im intensiven Kampf gegen die FPÖ und Heinz-Christian Strache um die Stimmen der Wiener Erst- und Jungwähler. Mit dem Wiener Jugendspitzenkandidaten Christoph Peschek und unter dem Claim „Ich bin Wien“ konnte die SPÖ-Wien laut Nachwahlbefragungen an die 50 % der Erst- und Jungwähler überzeugen, die FPÖ landete damals weit abgeschlagen hinter den Grünen auf dem dritten Platz.
Als Jugendwahlkampfleiter der SPÖ-Wien machte Baxant mit der Jugendkampagne „Ich bin Wien“ auf sich aufmerksam, in dem er bedeutende Persönlichkeiten aus Sport und Jugendkultur für den Wahlkampf begeisterte. So konnte er den Boxer Gogi Knezevic davon überzeugen, nicht die FPÖ, sondern die SPÖ zu unterstützen. Weiters zeichnet er gemeinsam mit dem österreichischen Rapper Nazar für das YouTube-Video Meine Stadt verantwortlich, in dem auch Künstler wie Chakuza, Kamp und RAF Camora auftraten. Die SPÖ-Wien produzierte unter der Leitung von Baxant gemeinsam mit der Austrian DJ Federation einen Rap-Kollabo-Song mit Video unter dem Motto „Ich bin Wien“. Das Hip-Hop Magazin The Message unterstützte das Projekt in Form einer Medienkooperation. Neben den Wiener Mundart-Rappern A.Geh und Dauawizzy von der Rooftop Clique waren erstmals Funke und Deph Joe seit der Auflösung ihrer Band „Die Symbiose“ gemeinsam auf einem Track vertreten. Mit dabei außerdem MAdoppelT aus Floridsdorf, StvdB von Herbe Mischung, der Wiener Balkan-Rapper Kid Pex sowie Nora MC & Mag-D von Wiens Female-MC-Kombo MTS. Den Chorus steuerte Katharina Schiehsl bei, für die Cuts zeigt sich DJ Crum verantwortlich und die Produktion stammte von den Highenders (Björn Lentföhr, Jonas Wachholz, Alexander Clarenz) in Kooperation mit Hertz&Kopf.
DJ und Producer Mark Duran produzierte einen Dance-Remix von „Ich bin Wien“, der unter der Regie von Umut Dag und mit Valerie Tavcar als Schauspielerin in einem weiteren Video umgesetzt wurde (besonderer Fokus auf Zielgruppe junge Frauen).
Baxant initiierte 2009 die Wiener Käfigmeisterschaft mit Unterstützung von Basketballer Stjepan Stazic und Fußballer Rubin Okotie.
Baxant engagiert sich als Hüttenwart der Naturfreunde Bad Aussee auf der Henar Alm Hütte, sein Hüttenwart-Stellvertreter ist Josef Zeisel, Kuppelbauer und Wahlkampfleiter der SPÖ-Mariahilf 2020.

## Sportfunktionär
Baxant engagiert sich als Vizepräsident des Wiener Basketballverbandes und unterstützt den Aufbau des BC Vienna zu einem relevanten Sportverein in der Wiener Sportwelt.